# 水野美波
水野 美波（みずの みなみ、1984年7月30日 - ）は、日本の漫画家。北海道札幌市出身、北海道札幌東商業高等学校卒業。血液型AB型。デビュー作は『たまにはこんな私とあなた』。
『螺旋のVAMP』までは全て手描きで行なっていたが、それ以降は「ペンの描き味はアナログが好き」という理由でペン入れまでは手描きで行なっているが、仕上げはデジタルに移行している。

## 略歴
- 2006年 - 第462回別マまんがスクールにおいて『たまにはこんな私とあなた』で努力賞及びベスト賞を受賞しデビューした[4]。
- 2016年 - 第40回講談社漫画賞に『虹色デイズ』がノミネートされた[6]（落選[7]）。
- 2020年 - 第66回小学館漫画賞に『恋を知らない僕たちは』[8]がノミネートされた[9]（落選[10]）。

## 作品リスト
特記する作品以外、集英社、マーガレットコミックスから刊行されている。
- アタシんちの男子（2009年、テレビドラマのコミカライズ、全1巻）
- 青春トリッカーズ（2010年、全1巻）
- 螺旋のVAMP（2011年6月24日発売[11]、『別冊マーガレットsister』2011年4月増刊号 - 5月増刊号、ISBN 978-4-08-846667-5）　
  - 双子革命（『別冊マーガレット』2010年11月号）
  - おまけのページ（描きおろし）
- 虹色デイズ（2012年 - 2018年、全16巻（本編15巻、番外編1巻））
- 新聞部の小松さん 続・青春トリッカーズ（2013年、全1巻）
- 恋を知らない僕たちは[8]（2017年 - 2021年、全11巻）
  1. 2017年10月25日発売[12][13]、『別冊マーガレットsister』2017年2月増刊号 冬フェスVOL.2[14]、『別冊マーガレット』2017年7月号[15] - 9月号、ISBN 978-4-08-845840-3
  2. 2018年1月25日発売[16]、『別冊マーガレット』2017年10月号 - 2018年1月号、ISBN 978-4-08-845881-6
  3. 2018年5月25日発売[17]、『別冊マーガレット』2018年2月号 - 5月号、ISBN 978-4-08-844039-2
  4. 2018年9月25日発売[18]、『別冊マーガレット』2018年6月号 - 9月号、ISBN 978-4-08-844097-2
    - 虹色デイズ 番外編[19]（『別冊マーガレット』2018年7月号とじこみふろく『虹色デイズスペシャルBOOK』）

  5. 2019年1月25日発売[20]、『別冊マーガレット』2018年10月号 - 2019年1月号、ISBN 978-4-08-844156-6
  6. 2019年5月24日発売[21][22]、『別冊マーガレット』2019年2月号 - 5月号、ISBN 978-4-08-844201-3
  7. 2019年9月25日発売[23]、『別冊マーガレット』2019年6月号 - 9月号、ISBN 978-4-08-844246-4
  8. 2020年2月25日発売[24][25]、『別冊マーガレット』2019年10月号 - 11月号、2020年1月号 - 2月号、ISBN 978-4-08-844302-7
  9. 2020年9月25日発売[26]、『別冊マーガレット』2020年3月号 - 6月号、ISBN 978-4-08-844350-8
  10. 2021年2月25日発売[27]、『別冊マーガレット』2020年10月号 - 11月号、2021年1月号 - 2月号、ISBN 978-4-08-844381-2
  11. 2021年6月24日発売[28][29]、『別冊マーガレット』2021年3月号 - 6月号[30]、ISBN 978-4-08-844498-7
- そこの恋するバイト諸君!（2020年2月25日発売[31][25]、『別冊マーガレット』2019年1月号[32]、6月号 - 7月号、12月号[33]、ISBN 978-4-08-844306-5、全1巻）
- 柊先輩とおふたりさま[34]（2021年 - 2022年、全3巻）
  1. 2022年4月25日発売[35][36]、『別冊マーガレット』2022年1月号[37] - 4月号、ISBN 978-4-08-844625-7
    - 描きおろしまんが!!（描きおろし）
    - ☆もえみと先輩のおうち紹介☆（描きおろし）

  2. 2022年8月25日発売[38]、『別冊マーガレット』2022年5月号 - 8月号、ISBN 978-4-08-844691-2
  3. 2022年12月23日発売[39]、『別冊マーガレット』2022年9月号 - 12月号[40]、ISBN 978-4-08-844704-9
- アオハル荘へようこそ（『別冊マーガレット』2023年3月号[41] - 連載中、既刊6巻）
  1. 2023年6月23日発売[42][43]、ISBN 978-4-08-844782-7
  2. 2023年10月25日発売[44]、ISBN 978-4-08-844837-4
  3. 2024年3月25日発売[45]、ISBN 978-4-08-844878-7
  4. 2024年8月23日発売[46]、ISBN 978-4-08-844878-7
  5. 2024年12月24日発売[47]、ISBN 978-4-08-843084-3
  6. 2025年4月24日発売[48]、ISBN 978-4-08-843141-3

### イラスト
- あいにおまかせ!? 幽霊バスツアー（著者：赤川次郎、絵：水野美波、集英社みらい文庫、全3巻）
  1. 2011年3月1日発売[49]、ISBN 978-4-08-321005-1
  2. 2011年9月5日発売[50]、ISBN 978-4-08-321042-6
  3. 2013年2月5日発売[51]、ISBN 978-4-08-321138-6
- バスケの神様 揉めない部活のはじめ方（2016年8月19日発売[52]、著者：木崎菜菜恵、絵：水野美波、集英社オレンジ文庫、ISBN 978-4-08-680098-3、全1巻）

### 単行本未収録作品
- たまにはこんな私とあなた（『別冊マーガレット』2006年12月号、デビュー作）
- I believe（『ザ マーガレット』2007年12月号）
- あのカオリのサキに見えるものは（『ザ マーガレット』2008年9月号）
- 坂下先輩の恋心〜続・青春トリッカーズ〜（『別冊マーガレットsister』2014年4月増刊春号）
- 虹色日和[53]（『別冊マーガレット』2016年7月号）
- 告白!わたしの萌え男子[54]（講談社、『なかよし』2017年8月号）
- 恋を知らない僕たちは 番外編（『別冊マーガレット』2024年9月号[55]）

## 関連人物
- 椎名軽穂[56] - デビュー時の特別審査員。
- 高須賀由枝[57][58] - 『虹色デイズ』9巻にイラスト及びコメントを寄稿している。
- 長谷瑠依[59] - 日本の漫画家。アシスタント経験者。